# Bolma midwayensis
Bolma midwayensis is een slakkensoort uit de familie van de Turbinidae. De wetenschappelijke naam van de soort is voor het eerst geldig gepubliceerd in 1970 door Habe & Kosuge.